# Герб Андалусии
Герб Андалусии представляет собой Геракловы столпы, которые согласно греческой мифологии находились в Гибралтарском проливе. Впервые этот герб был утверждён Ассамблеей в Ронде в 1918 году. Автором герба является Блас Инфанте.
На гербе изображён Геркулес — символ силы вечно молодого духа, укрощающий двух львов, которые символизируют силу животных инстинктов. У подножия герба на фоне флага Андалусии надпись, которая гласит: «Andalucía por sí, para España y la Humanidad» («Андалусия для себя, для Испании и Человечества»). Колонны венчает арка с латинским изречением «Dominator Hercules Fundator» («Властитель Геркулес Основатель»), также на фоне андалусского флага.